# Peter Decroubele
Peter Decroubele (Kortrijk, 1974) is een Belgische journalist, verslaggever en recensent bij de openbare omroep VRT, voor zowel radio, televisie als online.

## Opleiding
Hij studeerde communicatiewetenschappen aan de Universiteit Gent en behaalde een aggregaatsdiploma. In zijn licentiaatsthesis besprak hij theatergezelschap Blauwe Maandag Compagnie (het latere Toneelhuis) en de Nederlandse komiek Youp van 't Hek.

## Loopbaan

### Redacteur
Hij was eind jaren negentig panellid in het televisieprogramma Jan Publiek, gepresenteerd door Jan Van Rompaey, op de VRT. Die gaf hem daarna een kans op zijn redactie, hij was nadien ook redacteur voor diverse televisieprogramma's voor de VRT, maar ook voor enkele productiehuizen: Turnkey, het toenmalige productiehuis van Johan Op de Beeck,  Endemol (de stem van Big Brother in het eerste seizoen van Big Brother (Vlaanderen)) en Kanakna.

### Journalist
In het najaar van 2001 was hij eindredacteur bij het Digitaal Thuisplatform, een pioniersproject voor digitale televisie in Vlaanderen. Nadien werkte hij voor de sportredactie van het ter ziele gegane Teletekst en hij was een van de eerste redacteurs van Sporza.be, de website van de sportredactie van de openbare omroep.
In het najaar van 2005 werd hij een van de vaste stemmen van Sporza Radio.
Sinds 2013 werkt hij voor de nieuwsdienst van de radio, zowel voor het radionieuws als voor de duidingsprogramma's De Ochtend en De Wereld vandaag op Radio 1 (Vlaanderen). Hij werkt ook voor de nieuwssite (vrtnws.be) en voor 'Het Journaal'. Meestal maakt hij journalistieke stukken over  binnenlandse, algemene items, maar vaak ook over Gent, theater en comedy, sport, religie in het algemeen en het Vaticaan in het bijzonder (hij was verslaggever in Rome tijdens het conclaaf waarin paus Franciscus werd verkozen).

### Stem
Hij was de inleesstem van een Canvas-documentaire over 50 jaar Expo 58. Ook was hij de nieuwsstem in Oude taart op Ketnet (2015). Hij was radionieuwslezer in de televisiereeks De Dag van Jonas Geirnaert en Julie Mahieu (2018). Hij is ook de stem van de nieuwslezer in de animatiefilm 'Red de jungle', van de Franse regisseur Claude Barras (2025).

### Docent
Decroubele is praktijkdocent aan de Arteveldehogeschool in Gent, in de opleiding Bachelor in de journalistiek.

### Comedy
Hij was de helft van het cabaretduo 'Flegma' (samen met Hans Vanden Driessche), dat een finaleplaats behaalde op de Lunatic Comedy Award (2002) en op Humo's Comedy Cup (2003).
Tussen 2009 en 2011 stelde hij Het Besluit samen, een humoristisch jaaroverzicht dat zowel op Radio 1 als op Canvas werd uitgezonden.
Ook speelde hij improvisatietheater bij het Gentse comedycollectief The Lunatic Comedy Club, waarmee hij langs culturele centra trok met Te lui en niet bekend genoeg, een voorstelling samen met Neveneffecten. Van de bijhorende vzw was hij meer dan tien jaar lang voorzitter van de raad van bestuur.
Hij schreef en schrijft over comedy voor vrtnws.be en voor het vroegere P-Magazine.